# Francesc Torres i Ferrer
Francesc Torres i Ferrer   (1876 - Barcelona, 21 de febrer de 1944) fou un lexicògraf, corrector i traductor català, coneixedor de les principals llengües romàniques, a més de l'anglès, l'alemany i les llengües escandinaves. Des de 1912 fins a 1939 va treballar a la secció del vocabulari ortogràfic a les Oficines Lexicogràfiques de l'Institut d'Estudis Catalans (IEC). Va col·laborar en el Diccionari Aguiló, aleshores anomenat «Inventari Aguiló», el Diccionari General i l'Atles Lingüístic de Catalunya. Era un parent llunyà de Pompeu Fabra i Poch. Quan el 1940 les forces franquistes van expulsar l'IEC de les Oficines Lexicogràfiques, va poder salvar documents manuscrits per a una nova gramàtica de Fabra. Durant la dictadura, des de 1942 va participar com a professor en els Estudis Universitaris Catalans i des del 1943 va treballar com a corrector professional a l'IEC en la clandestinitat. També és conegut per les seves traduccions d'algunes obres clàssiques, i per la seva participació en el projecte de la Biblioteca Popular dels Grans Mestres (1907-1910).
Traduccions destacades
- Antonius i Cleopatra de William Shakespeare[10]
- Promesa de Berta Ruck
- El Pesquer «Bona Esperança» traducció del drama Op hoop van zegen (1900) de Herman Heijermans[11][12]